# Rudolf Bosse
Rudolf Bosse (* 31. Januar 1890 in Goslar; † 27. Mai 1966 ebenda) war ein deutscher Politiker (SPD) und Abgeordneter des niedersächsischen Landtages.
Der aus einer Bergmannsfamilie stammende Bosse wurde zunächst selbst Bergmann und stieg bis zum Reviersteiger im Rammelsberg auf. Im Ersten Weltkrieg war er von 1914 bis 1918 Kriegsteilnehmer. Nach Kriegsende wurde er Funktionär der SPD und im Jahr 1922 zum Bürgervorsteher in seiner Heimatstadt Goslar gewählt. Nach der Machtergreifung wurde er 1933 aus politischen Gründen aller Ämter enthoben und unter Polizeiaufsicht gestellt. Im Jahr 1944 war er im KZ Sachsenhausen inhaftiert.
Nach Kriegsende des Zweiten Weltkrieges wurde er Vorsitzender des Ortsvereins der SPD in Goslar und Kreisvorstandsmitglied der SPD. Bereits im Jahr 1945 wurde er Ratsherr und später Oberbürgermeister in Goslar. Zwischen dem 21. Februar 1946 und dem 21. November 1946 war er Mitglied des Ernannten Braunschweigischen Landtages und während der ersten Wahlperiode des niedersächsischen Landtages Mitglied vom 20. April 1947 bis 30. April 1951.

## Quelle
- Barbara Simon: Abgeordnete in Niedersachsen 1946–1994. Biographisches Handbuch. Hrsg. vom Präsidenten des Niedersächsischen Landtages. Niedersächsischer Landtag, Hannover 1996, S. 48.

| Personendaten    | Personendaten                  |
| ---------------- | ------------------------------ |
| NAME             | Bosse, Rudolf                  |
| KURZBESCHREIBUNG | deutscher Politiker (SPD), MdL |
| GEBURTSDATUM     | 31. Januar 1890                |
| GEBURTSORT       | Goslar                         |
| STERBEDATUM      | 27. Mai 1966                   |
| STERBEORT        | Goslar                         |